# Bithynia candiota
Bithynia candiota е вид охлюв от семейство Bithyniidae. Видът е почти застрашен от изчезване.

## Разпространение и местообитание
Разпространен е в Гърция (Крит).
Обитава сладководни басейни и реки.